# Erlaa
Erlaa (1893–1938: Erlaa bei Wien) war bis 1938 eine eigenständige Gemeinde und ist heute ein Stadtteil Wiens im 23. Wiener Gemeindebezirk Liesing sowie eine der 89 Wiener Katastralgemeinden. 

## Geographie

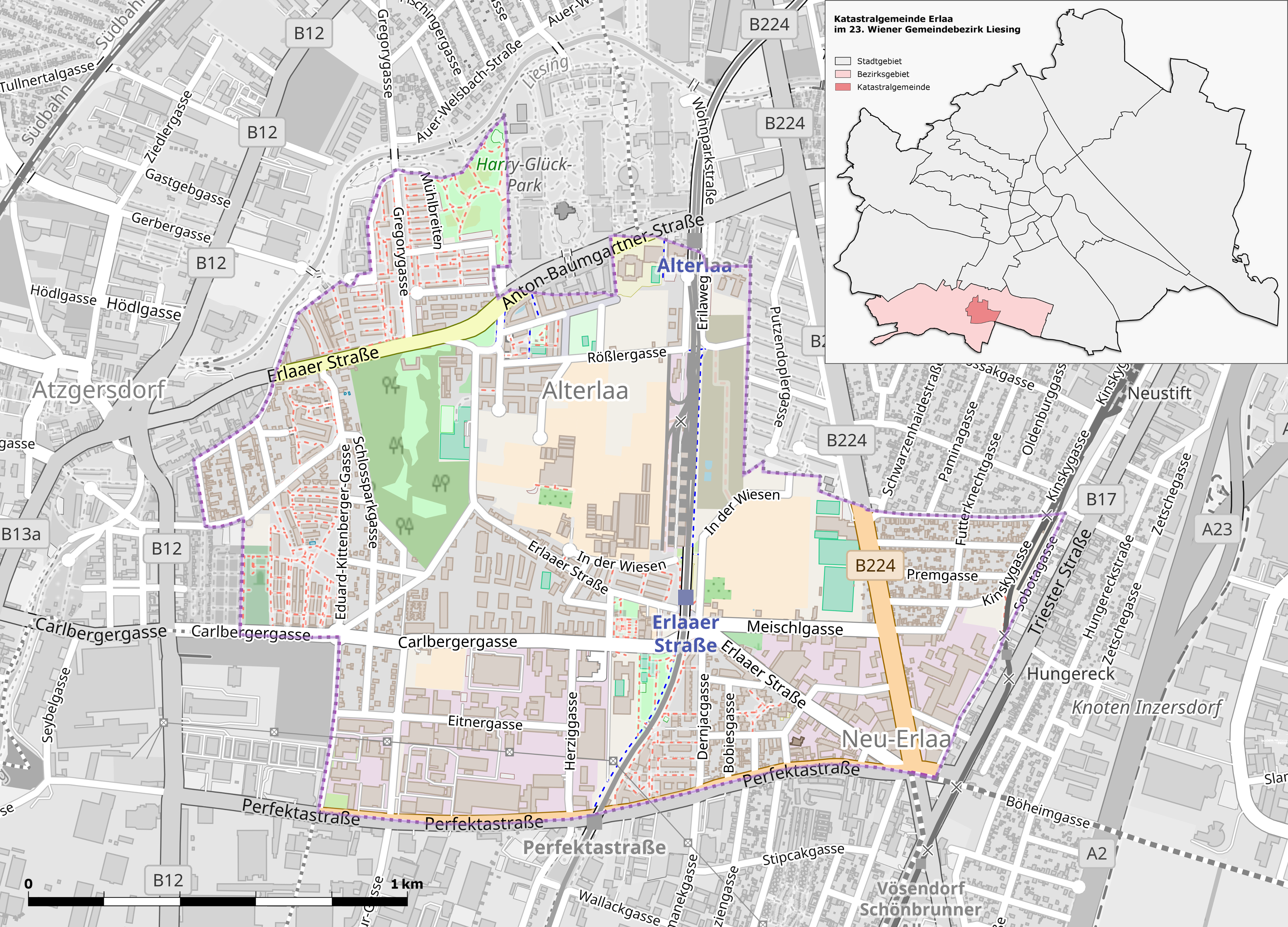
Katastralgemeinde Erlaa im Wiener Bezirk Liesing

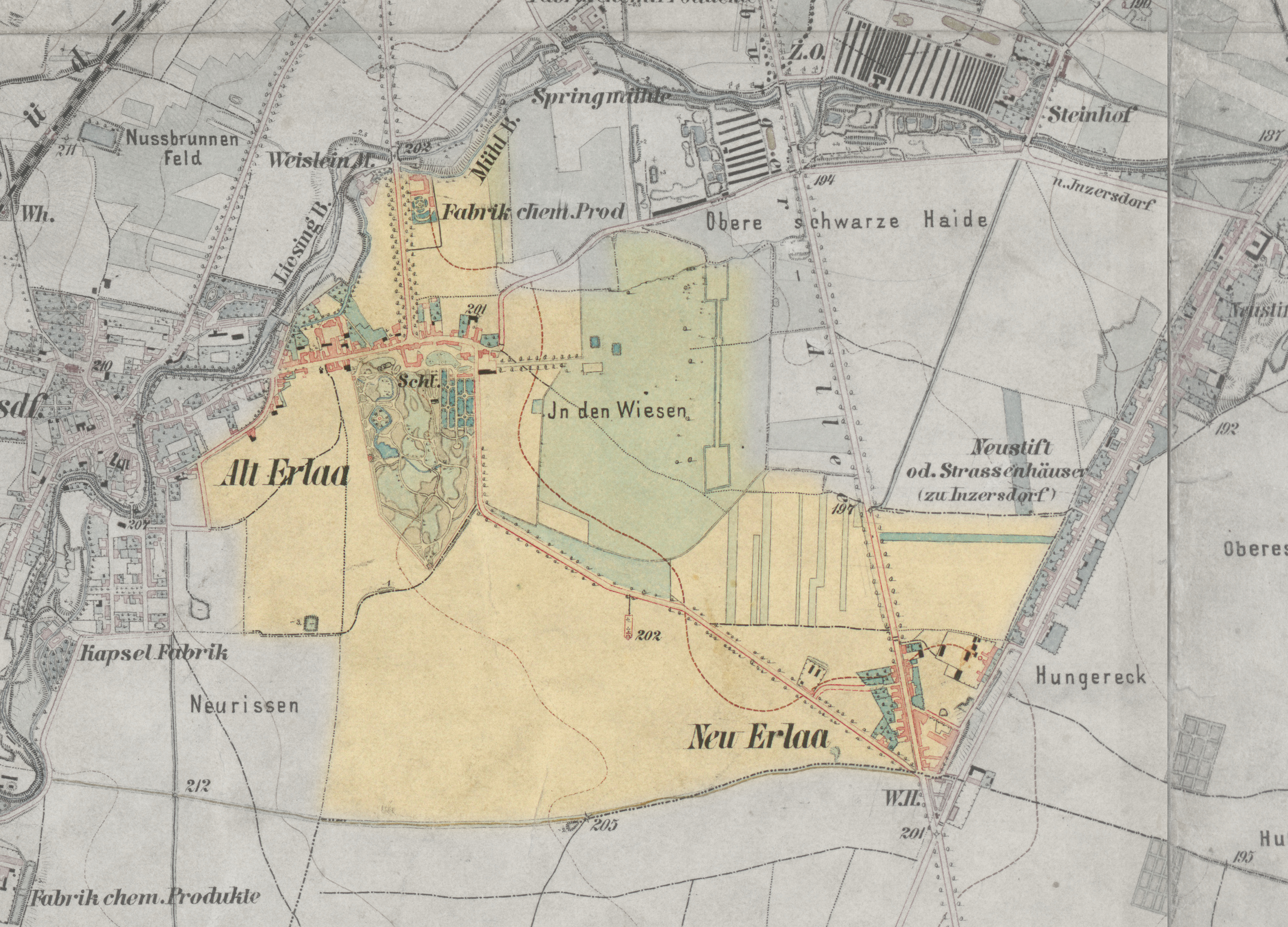
Das Gebiet der heutigen Katastralgemeinde Erlaa auf einer Karte von 1872

Erlaa, aus Georg Mathaeus Vischers Topographia Archiducatus Austriae inferioris 1672

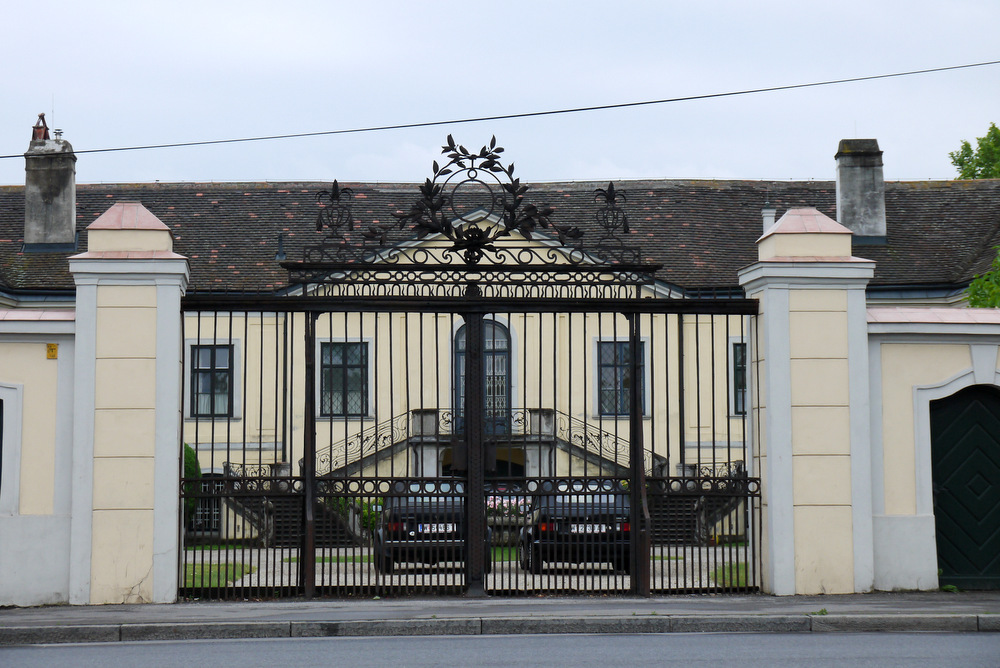
Schloss Alterlaa

Die Katastralgemeinde Erlaa nimmt eine Fläche von 238,96 Hektar ein. Der Ort liegt östlich und südlich des Flusses Liesing. Flussaufwärts befindet sich der Liesinger Bezirksteil Atzgersdorf, flussabwärts der Bezirksteil Inzersdorf. Im Süden grenzt Erlaa an die Bezirksteile Liesing und Siebenhirten und weist einen kleinen Grenzabschnitt zur niederösterreichischen Marktgemeinde Vösendorf auf.
Geologisch gesehen besteht Erlaa großteils aus Pleistozän-Schotter.
Erlaa besitzt zwei historische Ortszentren: Alt-Erlaa und Neu-Erlaa.

### Alt-Erlaa
Alt-Erlaa liegt im Nordwesten und schließt unmittelbar an den alten Ortskern von Atzgersdorf an. Es ist die Siedlung beim Schloss Alterlaa in der Erlaaer Straße und südwestlich des Schlosses. Um 1800 wurde die Schlossallee (heutige Gregorygasse) angelegt. Ältere Bebauung gibt es noch in Restbeständen entlang der Erlaaer Straße und der Josef-Österreicher-Gasse. Zu den größeren Wohnbauten der jüngeren Zeit gehört die Eigentumswohnhausanlage „Am Schlosspark“, die von 1985 bis 1987 nach Plänen der Architekten Günther Suska und Wolfgang Maria Markowitsch errichtet wurde. Nicht zu Erlaa gehört der Wohnpark Alterlaa, der allerdings nach dem nahegelegenen Schloss benannt wurde.

### Neu-Erlaa
Um 1835 entstand am Schnittpunkt von Altmannsdorfer Straße, Erlaaer Straße und Triester Straße, dem Erlaaer Spitz, die kleine Siedlung Neu-Erlaa an der Gemeindegrenze, sie hatte ihre Fortsetzung in der um 1775 entstandenen, zu Inzersdorf gehörenden, Zeilensiedlung Neustift oder Straßenhäuser entlang der Triester Straße. Auch hier sind nur noch wenige ältere Häuser erhalten. Das markanteste Bauwerk ist die in den frühen 1960ern entstandene Pfarrkirche Neuerlaa. Die beiden alten Ortskerne sind heute zusammengewachsen, es gibt aber auch noch unverbaute Gebiete, etwa beim Stadterweiterungsgebiet In der Wiesen.

## Geschichte
Die erste urkundliche Erwähnung des Ortes erfolgte im Jahre 1114 als de Erila. Der Ort wuchs nur langsam und war vor allem durch die Landwirtschaft stark geprägt. Im Jahre 1831 zählte Erlaa erst 465 Einwohner. Im Jahre 1835 wurden erstmals die Ortsteile Alt-Erlaa und Neu-Erlaa genannt. Heute sind die beiden Teile jedoch wieder miteinander verwachsen. Zwischen 1865 und 1867 wurde der Erlaaer Friedhof angelegt.
Mit dem diktatorischen Gesetz vom 1. Oktober 1938, wirksam geworden am 15. Oktober 1938, wurde Wien nach dem "Anschluss" Österreichs an das Deutsche Reich zu „Groß-Wien“ vergrößert und Erlaa wie 96 andere Orte eingemeindet. Nach dem Zweiten Weltkrieg vereinbarten Wien und Niederösterreich 1946, dass Erlaa bei Wien verbleibt; 80 eingemeindete Orte sollten wieder an Niederösterreich rückgegliedert werden. Auf Grund eines Vetos der sowjetischen Besatzungsmacht konnten die dazu beschlossenen Verfassungsgesetze erst 1954 in Kraft treten. Erlaa wurde nun Teil des neuen 23. Bezirks. Heute ist der Ort zunehmend verstädtert. 
Im Jahr 1951 hatte der Ort bei der Volkszählung 2909 Einwohner. Heute leben rund 15 000 Menschen in Erlaa.
Großes Aufsehen erregte am 19. September 2008 eine Explosion, die zunächst als Erdbeben gedeutet wurde. Es stellte sich heraus, dass eine ca. 250 kg schwere Fliegerbombe aus den Luftangriffen des Zweiten Weltkrieges explodiert war. Sie war in den Jahrzehnten vorher unentdeckt in der Erde unter einem Gartenbaubetrieb in der Meischlgasse gelegen, bis die Sicherungseinrichtungen ihres Zünders versagten und die Explosion einen 14 Meter breiten und rund sechs Meter tiefen Krater riss.

## Kultur und Sehenswürdigkeiten
In Erlaa befindet sich das barocke Schloss Alterlaa, das für Fürst von Starhemberg Ende des 18. Jahrhunderts errichtet wurde. Die von 1960 bis 1962 errichtete römisch-katholische Pfarrkirche Neuerlaa ist ein Werk des Architekten Herbert Schmid. An der Erlaaer Straße befindet sich das 1901 erbaute alte Erlaaer Gemeindehaus. Nordöstlich des alten Ortszentrums von Alt-Erlaa, jedoch bereits auf Atzgersdorfer und Inzersdorfer Gebiet wurde von 1973 bis 1985 der Wohnpark Alt-Erlaa errichtet, der auf Grund seiner Architektur eines der bekanntesten Wohngebiete in Wien ist.
Der ASK Erlaa ist ein Fußballverein aus Erlaa, dessen Frauenmannschaft in der ÖFB-Frauenliga spielt.
Neben dem Schlosspark Alterlaa gibt es zwei öffentliche Parkanlagen, den Michael-Bausback-Park und den PaN-Park. Die fast 500 Meter lange Rosskastanien-Allee zwischen dem Schloss und dem Fluss Liesing ist als Naturdenkmal unter Schutz gestellt.
Als Motiv für die Gestaltung des für Erlaa bestimmten Teil des Liesinger Wappens wurde ein Erlenblatt auf blauem Untergrund gewählt.

## Wirtschaft und Infrastruktur
Seit 1995 ist Erlaa an das Wiener U-Bahn-Netz angeschlossen. Im Ortsgebiet befinden sich die U-Bahn-Station Erlaaer Straße sowie – an der Grenze zu Siebenhirten – die U-Bahn-Station Perfektastraße.
Die Lokalbahn Wien-Baden hat außerdem die Station Neu-Erlaa, die sich aber schon knapp in Inzersdorf befindet.
Mit der Adresse Erlaaer Straße 74 gibt es eine Volksschule der Stadt Wien im Bezirksteil, die in einem 1901 errichteten Gebäude untergebracht ist.

## Persönlichkeiten
- Rudolf Edinger (1902–1997), Gewichtheber
- Heinrich Kajetan von Blümegen (1715–1788), erzherzoglich österreichischer Erster Kanzler
- Josef Ludl (1868–1917), Schauspieler und Operettensänger